# 정사신 참석 계회도 일괄
정사신 참석 계회도 일괄(鄭士信 參席 契會圖 一括)은 정사신이 1583년에서 1587년 사이에 관원으로서 참여했던 계 모임을 그린 6폭의 그림이다. 2005년 4월 15일 대한민국의 보물 제1431호로 지정되었다.

## 개요
선조 때의 문신인 정사신(1558∼1619)이 1583년에서 1587년 사이에 관원으로서 참여했던 계 모임을 그린 6폭의 그림이다. 〈괴원장방계회도〉(槐院長房契會圖, 1583년경), 〈봉산계회도〉(蓬山契會圖, 1583년), 〈태상계회도〉(太常契會圖,1585년), 〈예조낭관계회도〉(禮曹郞官契會圖, 1586년), 〈형조낭관계회도〉(刑曹郞官契會圖, 1586년), 〈미원계회도〉(薇垣契會圖, 1587년)로 구성되어 있는데, 〈봉산계회도〉, 〈태상계회도〉, 〈형조낭관계회도〉는 16세기 전반 안견파의 편파구도 산수의 전통을 토대로 경물들의 분리가 확대된 변화를 보여준다. 〈괴원장방계회도〉, 〈예조낭관계회도〉는 서호계 야외계회도의 특징을 반영하고 있다. 〈미원계회도〉는 1570년대 경 대두된 관아묘사 계회도의 새로운 유형으로 제작되었다.
이 계회도는 제작연대와 참여자들이 확실하게 밝혀져 있고 1580년대의 화풍을 반영하고 있어서 학술적, 회화사적 가치가 높으며, 동일한 인물이 참여했던 여러 폭의 계회도 일괄이어서 자료적 의미가 매우 크다.

## 같이 보기
- 정사신

## 참고 자료
- 정사신 참석 계회도 일괄 - 국가유산청 국가유산포털